# Cihan Ercan
Cihan Ercan, all'anagrafe Mehmet Cihan Ercan (Ankara, 25 maggio 1984), è un attore turco, noto per le sue interpretazioni nei film Non raccontare favole, Kara Bela e nella serie televisiva DayDreamer - Le ali del sogno (Erkenci Kuş).

## Biografia
Cihan Ercan è nato il 25 maggio 1984 ad Ankara (Turchia), e oltre alla recitazione si occupa anche di teatro.

## Carriera
Cihan Ercan ha studiato teatro presso l'Università di Ankara. Nel 2012 è stato chiamato ad interpretare il ruolo di Hidayet nella serie Leyla ile Mecnun. Il suo esordio cinematografico è avvenuto nel 2013 in Erkek tarafi testosteron di İlksen Başarır, film con Mert Fırat, Timur Acar e Metin Coşkun, dove era accreditato come Ercan Cihan.
Nel 2017 è invece stato incluso nel cast della serie No: 309 con protagonisti Furkan Palalı e Demet Özdemir, con la quale ha lavorato anche nella commedia romantica DayDreamer - Le ali del sogno (Erkenci Kuş), dove era il suo promesso sposo Muzaffer "Zebercet" (Muzo) Kaya.

## Filmografia

### Cinema
- Erkek tarafi testosteron, regia di İlksen Başarır (2013)
- Deliha, regia di Hakan Algül (2014)
- Non raccontare favole (Bana Masal Anlatma), regia di Burak Aksak (2015)
- Kara Bela, regia di Burak Aksak (2015)
- Kaçma Birader, regia di Murat Kaman (2016)
- Salur Kazan: Zoraki Kahraman, regia di Burak Aksak (2017)
- Arapsaçi, regia di Ömer Faruk Yardımcı (2018)
- Ask Çagirirsan Gelir, regia di Emre Kavuk (2022)
- Ana Kuzusu, regia di Serkan Acar (2022)
- Kuzenler Firarda 2, regia di Kamil Cetin (2022)

### Televisione
- Ah Şu Çocuklar – serie TV (2006)
- Suç Dosyası – serie TV (2007)
- Komşu Köyün Delisi – serie TV (2009)
- Bir Ömür Yetmez – serie TV (2011)
- Leyla ile Mecnun – serie TV, 40 episodi (2012-2013)
- Ben de Özledim – serie TV, 13 episodi (2013-2014)
- No: 309 – serie TV, 65 episodi (2016-2017)
- Çetin Ceviz, regia di Ömer Faruk Yardimci – film TV (2016)
- DayDreamer - Le ali del sogno (Erkenci Kuş) – serie TV, 51 episodi (2018-2019)
- Söz – serie TV, 1 episodio (2019)
- Kadin – serie TV, 35 episodi (2019-2020)
- Senden Daha Güzel – serie TV, 14 episodi (2022)

## Teatro
- 2007: Bir Karşılaşma Bir Nedir?
- 2006: Belgelerle Kurtuluş Savaşı
- 2006: Çıkışyok Land Cumhuriyeti
- 2006: Akıllı Daha Akıllı Daha Daha Akıllı
- 2006: Keşanlı Ali Destanı (Meddah Gösterisi)
- 2006: Sersem Kocanın Kurnaz Karısı

## Doppiatori italiani
Nelle versioni in italiano dei suoi film e delle sue serie TV, Cihan Ercan è stato doppiato da:
- David Vivanti[11] in DayDreamer - Le ali del sogno[12]